# Bóng đá ở Đức

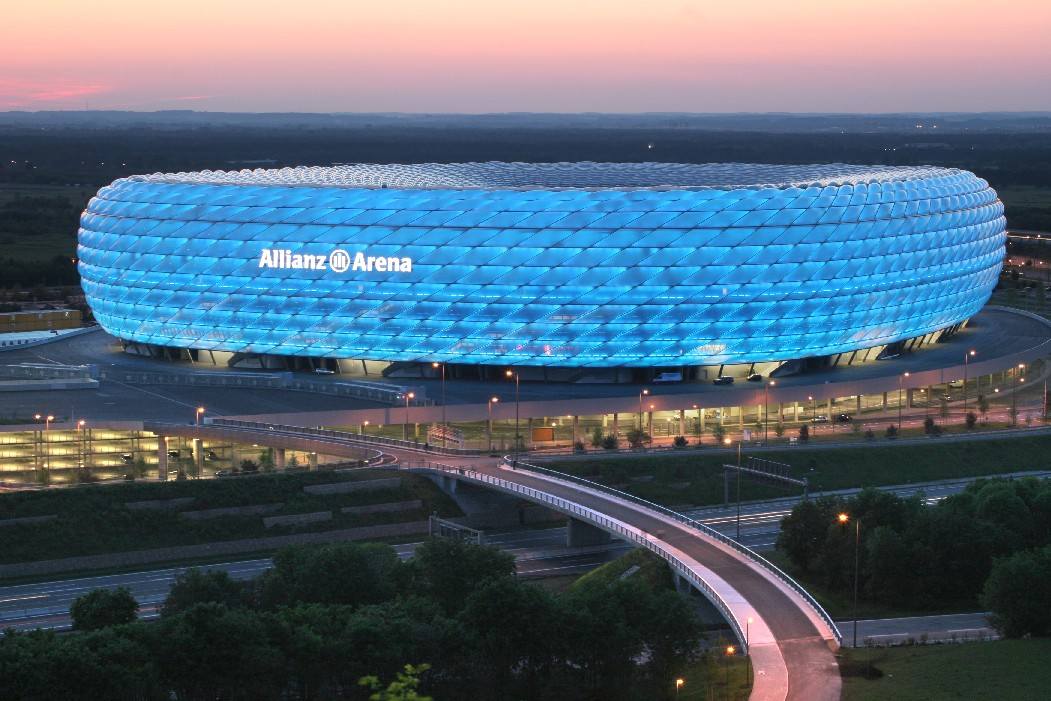
Allianz Arena ở Munich, sân nhà của câu lạc bộ FC Bayern München

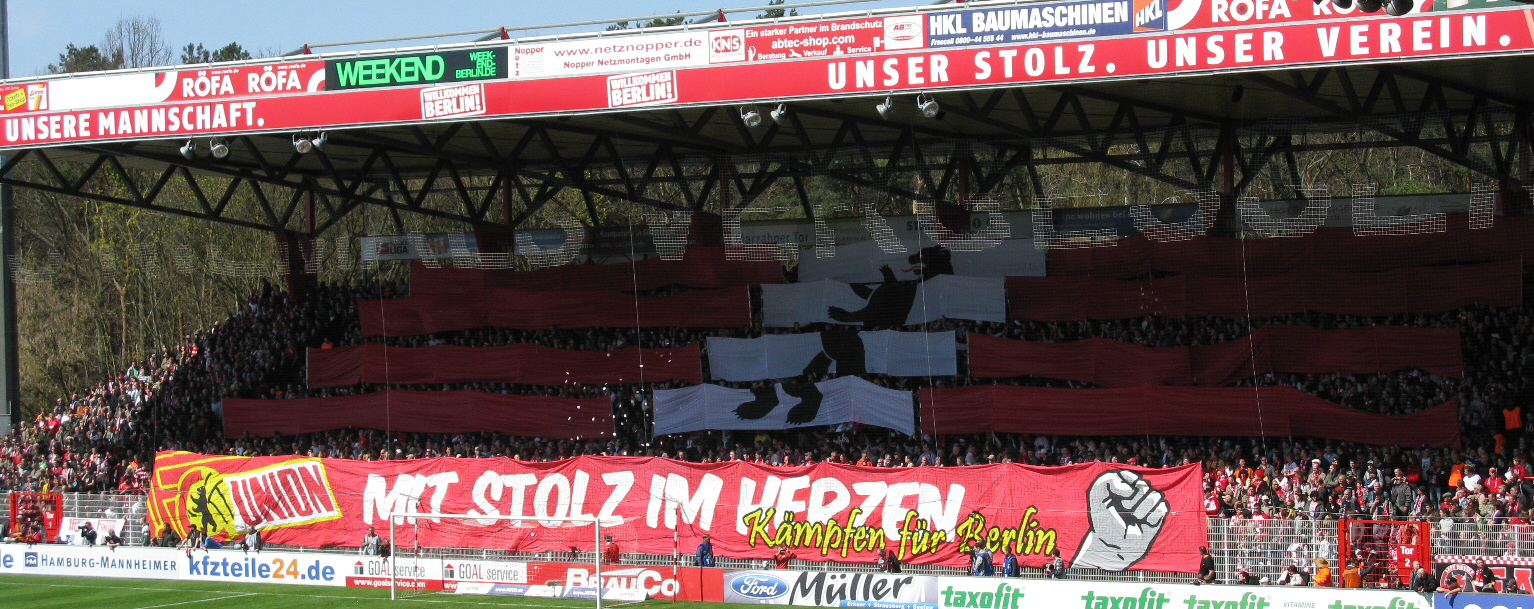
Hội cổ động viên của câu lạc bộ Đức 1. FC Union Berlin

Bóng đá là môn thể thao phổ biến nhất ở Đức. Hiệp hội bóng đá Đức (tiếng Đức: Deutscher Fußball-Bund hoặc DFB) là cơ quan điều hành quốc gia về thể thao, với 6,6 triệu thành viên (khoảng tám phần trăm dân số) được tổ chức ở hơn 26.000 câu lạc bộ bóng đá. Hệ thống giải quốc gia được tổ chức với Bundesliga, 2. Bundesliga và 3. Liga là những hạng đấu cao nhất. Đội chiến thắng của Bundesliga được vinh danh là nhà vô địch bóng đá Đức. Thêm vào đó còn có các giải đấu cúp quốc gia, đáng chú ý nhất là DFB-Pokal (Cúp quốc gia Đức) và DFL-Supercup (Siêu cúp quốc gia Đức).
Đội tuyển bóng đá quốc gia Đức đã giành 4 chức vô địch FIFA World Cup (1954, 1974, 1990, 2014) bên cạnh 4 chức á quân và 4 lần hạng 3, là quốc gia thành công thứ hai ở giải đấu chỉ sau Brazil. Đội cũng giàu thành tích nhất châu Âu khi giành 3 chức vô địch UEFA Euro (1972, 1980, 1996) và 3 chức á quân của giải đấu, và giành chức vô địch FIFA Confederations Cup vào năm 2017. Đội tuyển bóng đá nữ quốc gia Đức đã giành 2 chức vô địch FIFA World Cup nữ (2003, 2007) và kỷ lục 8 lần vô địch UEFA Euro nữ (1989, 1991, 1995, 1997, 2001, 2005, 2009, 2013), cũng như huy chương vàng ở Thế vận hội Mùa hè vào năm 2016. Đức là quốc gia duy nhất vô địch World Cup cả nam và nữ. Không đội nào có tổng số chức vô địch World Cup nam và nữ ngoài Đức, và chỉ có Hoa Kỳ đã giành tổng số chức vô địch khu vực/châu lục nam và nữ nhiều hơn (Hoa Kỳ là 12 ở CONCACAF, Đức là 11 ở UEFA). Đức là chủ nhà của FIFA World Cup 1974 và 2006, UEFA Euro 1988 và FIFA Confederations Cup 2005. Họ cũng tổ chức UEFA Euro nữ 1989, 1995, 2001, và FIFA World Cup nữ 2011.

## Lịch sử

### Khởi đầu
Trận đấu bóng đá đầu tiên được cho là đã diễn ra tại Braunschweig năm 1874. Hai giáo viên, August Hermann và Konrad Koch đã bắt đầu trận đấu đầu tiên sau khi Hermann kiếm được một quả bóng từ nước Anh. Năm 1875, Koch xuất bản phiên bản tiếng Đức đầu tiên của các quy tắc bóng đá, mặc dù phiên bản của Koch khá tương tự với trò Rugby.

### Các câu lạc bộ đầu tiên
Dresden English Football Club được xem là câu lạc bộ bóng đá hiện đại đầu tiên tại Đức. Nó được thành lập năm 1874 bởi những người Anh sống và làm việc ở Dresden. Trong 20 năm tiếp theo, trò chơi đã đạt được sự phổ biến ngày càng tăng. Câu lạc bộ bóng đá được thành lập tại Berlin, Hamburg và Karlsruhe.

### Trước thế chiến I
Vào ngày 28 tháng 1 năm 1900, đại diện của 86 câu lạc bộ bóng đá từ các khu vực nói tiếng Đức trong và ngoài Đế chế Đức đã gặp nhau tại nhà hàng Mariengarten ở Leipzig, thành lập DFB. Cuộc họp sáng lập do EJ Kirmse, Chủ tịch Leipziger Fussball Verband (Hiệp hội Bóng đá Leipzig) dẫn đầu. Ferdinand Hueppe, đại diện cho DFC Prag, được bầu làm chủ tịch đầu tiên của DFB.
Vài năm trước năm 1900, các hiệp hội như Bund Deutscher Fussballspieler hoặc Deutscher Fussball và Cricket-Bund đã được thành lập, nhưng họ đã được giới hạn trong các khu vực nhỏ hơn của Đế chế Đức, trong những trường hợp đó đến các khu vực xung quanh Berlin. Giải vô địch đầu tiên ngoài khu vực thành thị được tổ chức vào năm 1898 từ Verband Sueddeutscher Fussball-Vereine (Câu lạc bộ bóng đá Hiệp hội Nam Đức), sau đó liên kết với DFB.
Đội bóng đá quốc gia Đức đại diện cho Đức trong các cuộc thi đấu bóng đá quốc tế từ năm 1908. Nó được kiểm soát bởi Hiệp hội bóng đá Đức DFB, cơ quan quản lý bóng đá Đức.

### Sau chiến tranh thế giới
Sau chiến tranh (1945), Đức bị chiếm đóng và chia thành hai nước (cùng vùng lãnh thổ Saarland). DFB và đội của họ tiếp tục thi đấu như là Tây Đức, trong khi Saarland và Đông Đức đã thành lập các đội riêng biệt sau một vài năm.

### Đông và Tây

#### World Cup 1974
FIFA World Cup 1974 được tổ chức tại Tây Đức, và cả hai đội Đức đã rút ra trong cùng một bảng ở vòng đầu tiên. Trận đấu vào ngày 22 tháng 6 năm 1974 trong không khí mang màu sắc chính trị ở Hamburg, Đông Đức đánh bại Tây Đức 1-0 bằng bàn thắng của Jürgen Sparwasser. Cả hai đội tuyển Đức đều đi tiếp vào vòng hai. Đội Đông Đức đã bị loại ở đó, trong khi Tây Đức cuối cùng đã giành chức vô địch trong giải đấu.

### Tái thống nhất
Sau khi tái thống nhất nước Đức trong hòa bình (1990), hai đội tuyển Đức đã kết hợp với nhau thành một đội Đức thống nhất. 1 đội Đức ngày nay được coi là sự kết thừa của Đội Tây Đức, trong khi kết quả của Đông Đức và Saarland được bảo lưu.
Những thành công lớn nhất của Đức kể từ năm 1990 là Giải vô địch thế giới năm 2014 tại Brazil, và Giải vô địch châu Âu năm 1996 ở Anh với các cầu thủ từ cả hai miền Tây, bao gồm (Jürgen Klinsmann làm đội trưởng) và Đông (Matthias Sammer) chủ chốt của hàng phòng ngự.

### Thiên niên kỷ mới
Thành công lớn nhất của đội Đức trong thiên niên kỷ mới là chiến thắng của họ ở World Cup 2014. Họ cũng đã đứng ở vị trí thứ hai tại Brazil tại World Cup 2002 tại Hàn Quốc và Nhật Bản và vị trí thứ hai tại Giải vô địch châu Âu 2008. Cũng tại giải này còn có một vị trí thứ ba tại World Cup 2006. Tuyển nữ Đức đã có được thành công lớn hơn, giành chức vô địch cả hai kỳ World Cup nữ FIFA 2003 tại Hoa Kỳ và World Cup nữ FIFA 2007 ở Trung Quốc. Danh hiệu mới nhất là chức vô địch Confederations Cup năm 2017.

## Hiệp hội bóng đá Đức
Hiệp hội quốc gia là Hiệp hội bóng đá Đức (hay DFB - Deutscher Fußball-Bund) có trụ sở tại Frankfurt.
DFB được thành lập vào năm 1900 tại Leipzig, do đại diện của 86 câu lạc bộ. Ngày nay, hiệp hội có khoảng 26.000 câu lạc bộ thành viên, trong đó có 170.000 đội với hơn 2 triệu người chơi: số này bao gồm 870.000 nữ và 8.600 đội nữ. Với hơn sáu triệu thành viên, DFB là liên đoàn thể thao lớn nhất thế giới.

## Đội tuyển quốc gia

### Nam
Đội bóng đá quốc gia Đức đại diện cho Đức trong các cuộc thi đấu bóng đá quốc tế từ năm 1908 và được kiểm soát bởi Hiệp hội bóng đá Đức (DFB), cơ quan quản lý bóng đá Đức.. Họ đã giành bốn chức vô địch và về nhì bốn lần.
Kể từ World Cup 1954, đội tuyển quốc gia Đức đã sử dụng trang phục của Adidas. Đối với các trận đấu tại sân nhà, đội tuyển Đức mặc áo trắng, quần đùi màu đen và tất trắng để tôn vinh màu sắc truyền thống của nước Phổ. Cùng với màu đen đỏ vàng, hai màu khác của lá cờ Đức, đã được thiết kế trên dải áo trong nhiều năm.

Đội tuyển Đức trong kỳ World Cup 2006 được dẫn dắt bởi huấn luyện viên Jürgen Klinsmann. Từ ngày 12 tháng 7 năm 2006, Trợ lý HLV Joachim Löw đã huấn luyện cho đội tuyển quốc gia. Đội trưởng hiện tại là thủ môn Manuel Neuer của CLB Bayern Munich.

### Nữ

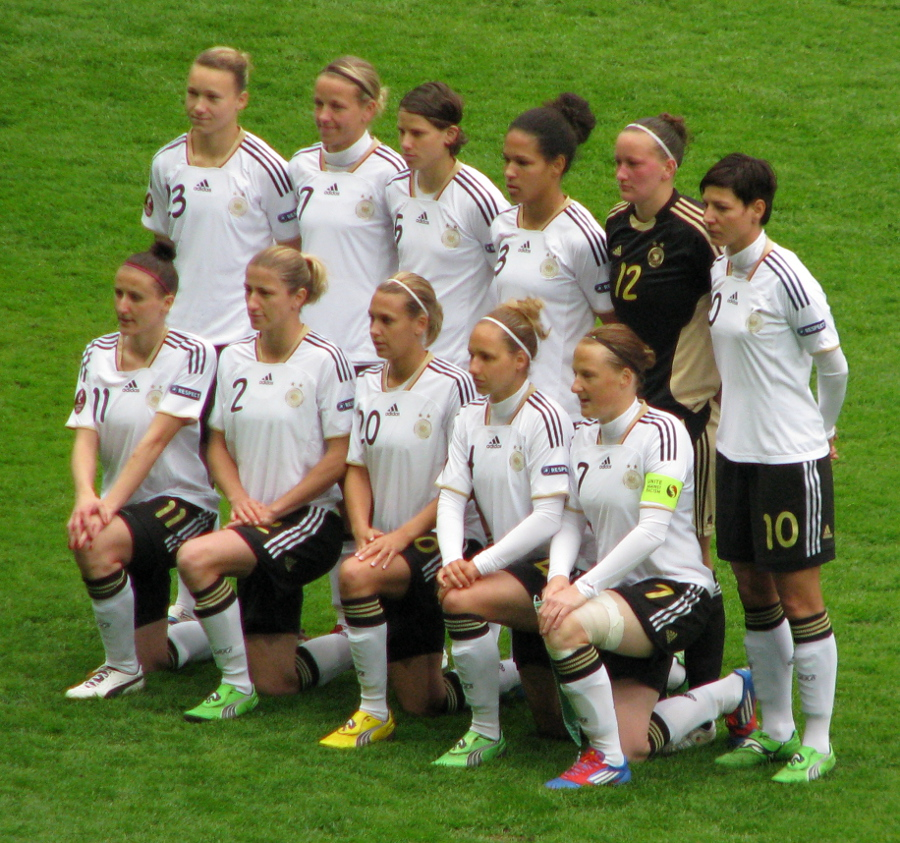
Đội tuyển nữ quốc gia Đức năm 2012.

Đội tuyển bóng đá nữ quốc gia Đức, cũng được tổ chức bởi DFB, hai lần vô địch thế giới, sau khi giành được World Cup nữ FIFA trong năm 2003 dưới thời HLV Tina Theune-Meyer và World Cup nữ FIFA 2007 dưới thời HLV hiện tại Silvia Neid. Họ là đội bóng phụ nữ đầu tiên thành công bảo vệ danh hiệu vô địch World Cup. Họ cũng đã giành được tám chức vô địch Euro nữ (1989, 1991, 1995, 1997, 2001, 2005, 2009, 2013), bao gồm sáu danh hiệu liên tiếp. Đức là nước duy nhất giành được chức vô địch của cả World Cup và Euro cả nam và nữ.
Đức là đội tuyển duy nhất vô địch một giải World Cup mà không bị thủng lưới bất cứ bàn nào, thành tích này đạt được vào World Cup nữ 2007. Nadine Angerer trở thành thủ môn duy nhất giữ sạch lưới cho tới nay tại World Cup nữ.

### Sân nhà
Các đội tuyển quốc gia chơi ở nhiều sân vận động khác nhau trên khắp nước Đức. Các thành phố Düsseldorf, Munich, Dortmund và Berlin là một số địa điểm phổ biến hơn.

## FIFA World Cup

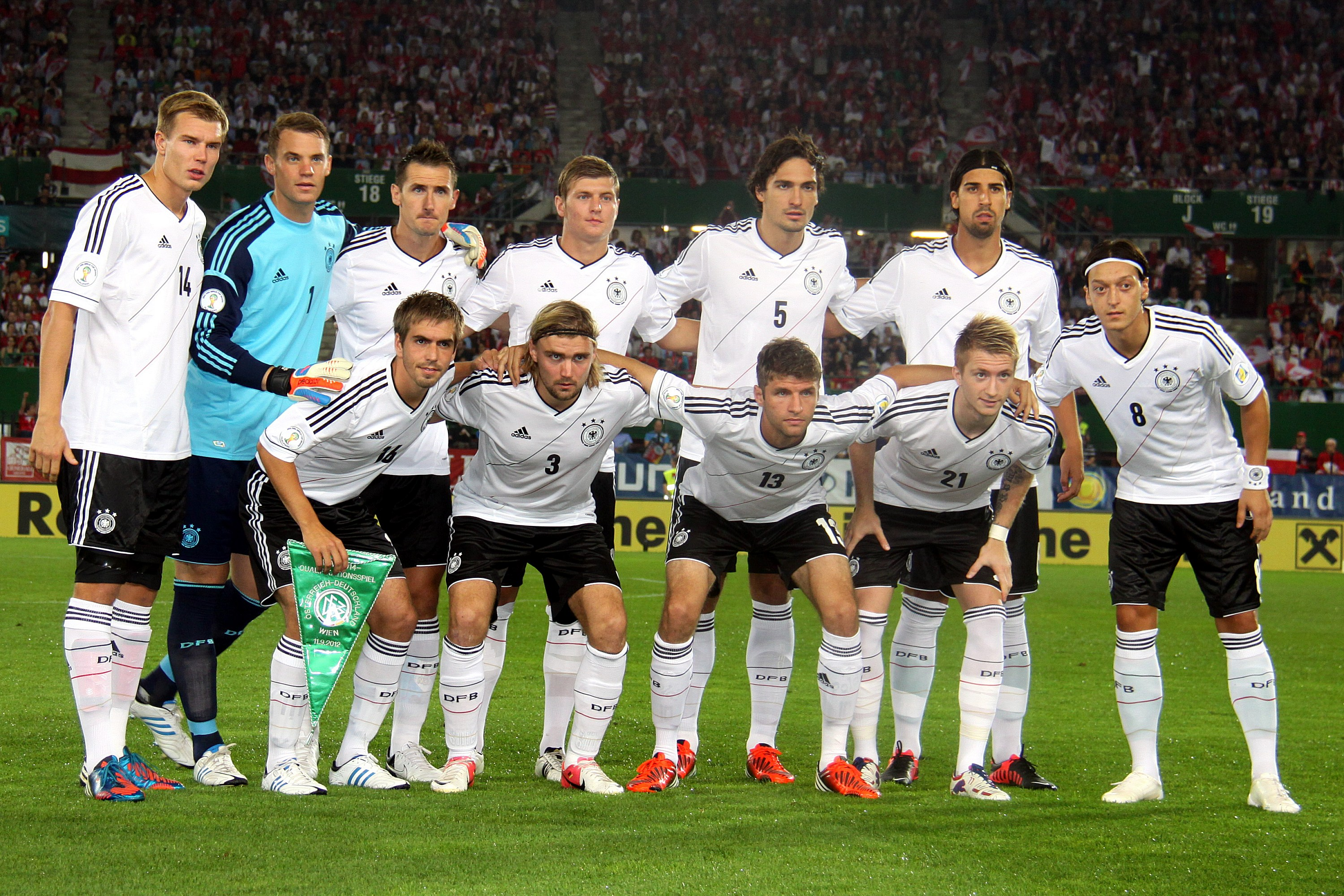
Đội tuyển quốc gia Đức năm 2012.

Đội tuyển bóng đá quốc gia Đức đã giành được bốn cúp thế giới FIFA (1954, 1974, 1990, 2014) và về nhì trong bốn lần khác (1966, 1982, 1986, 2006), về ba bốn lần (1934, 1970, 2006, 2010), đứng thứ tư một lần (1958). Đức đã tham gia hầu hết các kì World Cup, trừ kì đầu tiên 1930 do thiếu chi phí đi lại, và kì 1950 do bị cấm sau chiến tranh thế giới. Bốn giải vô địch World Cup được kỷ niệm bởi bốn ngôi sao trên biểu tượng đội tuyển quốc gia Đức trên áo của đội. Đức đã tổ chức World Cup vào năm 1974 và năm 2006.
Đội tuyển nữ quốc gia Đức đã giành được hai chức vô địch World Cup, được kỷ niệm bởi hai ngôi sao trên áo. Đức đã tổ chức World Cup nữ năm 2011.

### World Cup 1954
Sân vận động Wankdorf Stadion ở Bern đã chứa 60.000 khán giả để xem trận chung kết giữa Tây Đức và Hungary, một trận tái đấu sau khi hai đội đã gặp nhau ở vòng bảng, Hungary trước đó đã thắng 8-3. Huấn luyện viên Sepp Herberger đã có những điều chỉnh chiến thuật quan trọng trong đội hình của mình trước trận chung kết. Ngay trước trận đấu, trận đấu bắt đầu mưa - ở Đức được gọi là "Fritz-Walter-Wetter" (Mưa Fritz Walter) vì đội trưởng đội Đức Fritz Walter được cho là đã chơi tốt nhất trong thời tiết mưa.
Chỉ sau sáu phút, huyền thoại Ferenc Puskas ghi bàn, và hai phút sau, Zoltan Czibor nhân đôi cách biệt cho tuyển Hungary.
Tuy nhiên với bàn thắng của Max Morlock vào phút thứ 10 và Helmut Rahn gỡ hòa vào phút thứ 19 trước khi kết thúc hiệp một, niềm tin quay trở lại với tuyển Đức.
Rahn sau đó đã ghi bàn vào phút thứ 84 của trận đấu, nâng tỉ số lên 3-2 cho tuyển Đức, hoàn thành cú lội ngược dòng ngoạn mục cho tuyển Đức. Bình luận viên người Đức Herbert Zimermann đã có câu bình luận lịch sử: "Rahn schiesst - TOR!" trong khi bình luận viên Hungary bật khóc. Danh hiệu vô địch World Cup 1954 được biết đến như là "Das Wunder von Bern" (Phép lạ của Bern), và là khuôn mẫu của bộ phim cùng tên năm 2003.

### World Cup 1974
World Cup 1974 được tổ chức tại Tây Đức.
Được dẫn dắt bởi libero huyền thoại Franz Beckenbauer, thủ môn Sepp Maier, tiền vệ Paul Breitner, và tiền đạo Uli Hoeneß và "Vua dội bom" Gerd Müller (cầu thủ ghi bàn hàng đầu tuyển Đức với 68 bàn sau 62 trận), Đức đã giành danh hiệu World Cup thứ hai của mình với trận thắng Hà Lan ở trận chung kết, 2-1, sau bàn thắng của Breitner và Müller. Trận chung kết này nổi tiếng với cuộc chiến giữa Kaiser Franz (Beckenbauer) và King Johann (Cruyff).

### World Cup 1990
Trong một giải đấu bao gồm một cuộc đụng độ đáng nhớ với đối thủ Hà Lan, Đức đánh bại Argentina, 1-0, trên một cú đá phạt Andreas Brehme, để giành danh hiệu World Cup thứ ba. Với chức vô địch thứ ba (và ba lần á quân), Tây Đức trở thành quốc gia thành công nhất ở World Cup trong bốn năm, cho đến khi Brazil giành chức vô địch lần thứ tư vào năm 1994. HLV Franz Beckenbauer của Tây Đức trở thành cầu thủ thứ hai, sau Mario Zagallo của Brazil, trở thành nhà vô địch thế giới như một cầu thủ (năm 1974) và như là một huấn luyện viên. Beckenbauer cũng trở thành đội trưởng đầu tiên của một đội chiến thắng để sau đó là huấn luyện viên một đội chiến thắng.

### World Cup nữ 2003
Các World Cup nữ 2003 đã được tổ chức tại Hoa Kỳ (thay đổi từ Trung Quốc do dịch SARS) và Đức đã vô địch, sau khi đánh bại Thụy Điển với tỉ số 2-1 trong hiệp phụ. Trước đó tại vòng bán kết họ đã loại đương kim vô địch và là chủ nhà, Hoa Kỳ với tỉ số 3-0.

### World Cup 2006

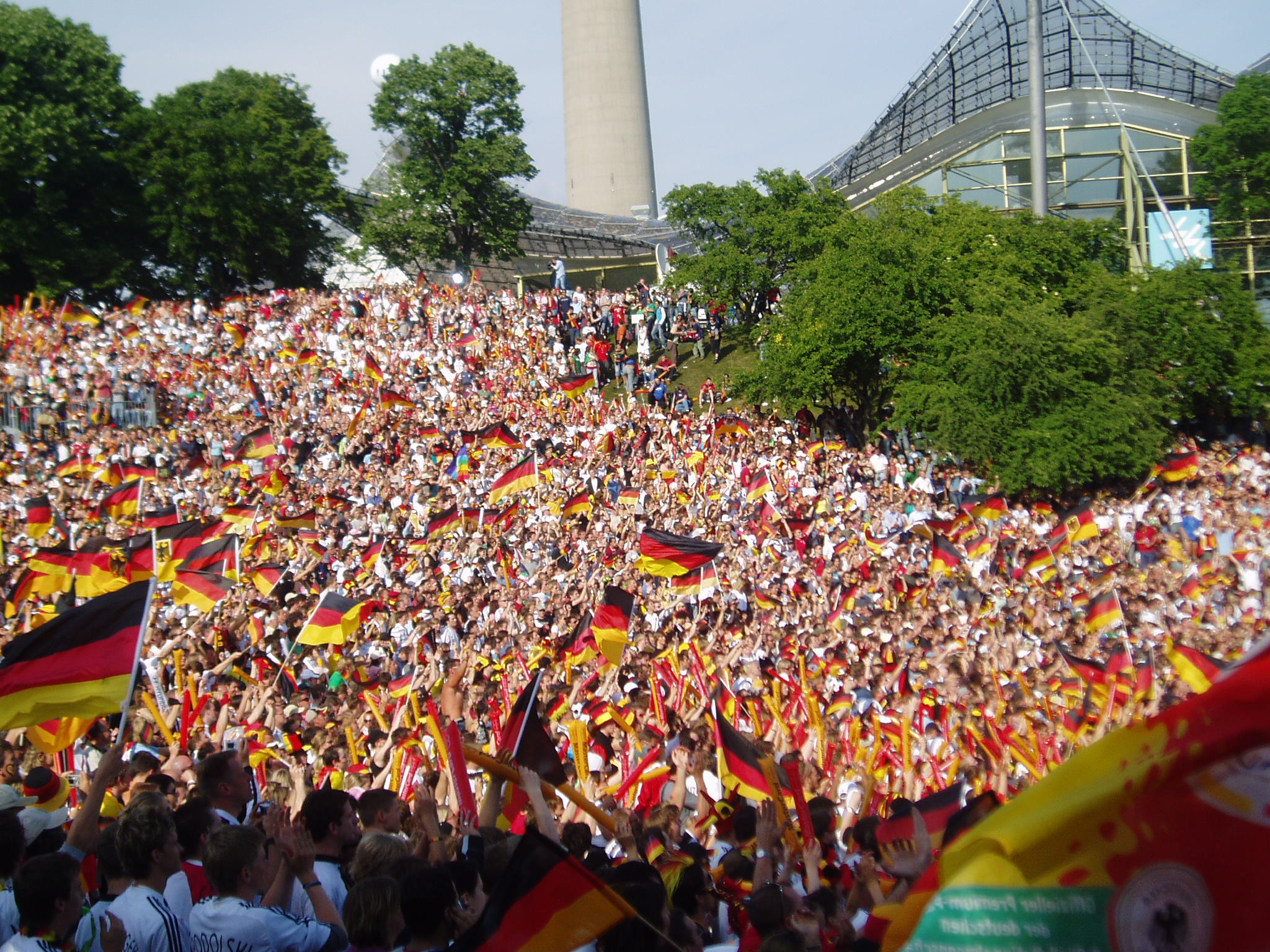
Người hâm mộ ở sân vận động Olympic Park tại Munich năm 2006

Đức đã tổ chức World Cup 2006. Ba mươi hai quốc gia tham dự giải đấu, với các trận đấu được tổ chức tại hàng chục thành phố khác nhau, từ Hamburg ở phía Bắc đến Munich ở phía Nam; Leipzig là thành phố duy nhất của Đông Đức tổ chức các trận đấu (các trận đấu ở Berlin đã được tổ chức tại vùng đất cũ của Tây Berlin). Trận đấu khai mạc (Đức vs Costa Rica) được tổ chức vào ngày 9 tháng 6 tại sân vận động Allianz Arena ở Munich, và Đức đánh bại Costa Rica 4-2. Trận chung kết diễn ra ở Olympiastadion Berlin một tháng sau đó giữa Ý và Pháp. Trận đấu kết thúc với tỷ số 1-1 trong hiệp 1 và kết thúc hiệp 1. Zinedine Zidane đã bị đuổi ra khỏi đội hình của Marco Materazzi của Italy với 10 phút trước khi trận đấu bị phạt. Pháp thua Italia trong trận chung kết 5-3.
Đức đánh bại Bồ Đào Nha 3-1 ở trận tranh hạng ba, thi đấu tại sân Gottlieb-Daimler-Stadion ở Stuttgart vào ngày 8 tháng 7. Miroslav Klose giành được chiếc giày vàng cho cầu thủ ghi bàn nhiều nhất của giải đấu với 5 bàn thắng. Lukas Podolski nhận giải Cầu thủ trẻ xuất sắc nhất.

### World Cup nữ 2007
Các World Cup nữ 2007 được tổ chức tại Trung Quốc và Đức đã giành ngôi vô địch, trở thành đội bóng nữ đầu tiên bảo vệ thành công chức vô địch. Trong trận khai mạc ở Thượng Hải, Đức đã đánh bại Argentina với tỷ số 11-0. Nadine Angerer, thủ môn chính, đã giữ sạch lưới trong toàn bộ giải đấu. Trong trận chung kết ở Thượng Hải, Đức đánh bại Brazil, 2-0.
Birgit Prinz trở thành cầu thủ ghi nhiều bàn nhất mọi thời đại của World Cup với tổng cộng 14 bàn.

### World Cup 2010
Đức lần thứ hai liên tiếp giành hạng ba, sau Tây Ban Nha và Hà Lan. Đức là đội ghi được nhiều bàn thắng nhất trong FIFA World Cup 2010, với ba trận 4 bàn. Họ chỉ thua 2 đội, Serbia và Tây Ban Nha. Thomas Müller đoạt giải Chiếc Giày Vàng và giải Cầu thủ trẻ xuất sắc nhất.

### World Cup nữ 2011
Các giải vô địch bóng đá nữ thế giới 2011 được tổ chức tại Đức. Cuộc thi bắt đầu với hai trận đấu vào ngày 26 tháng 6 - trận thứ nhất tại Sinsheim giữa Pháp và Nigeria, tiếp theo là trận khai mạc chính thức ở Berlin với Đức và Canada. Đức tiếp tục giành chiến thắng ở bảng A mà không để mất điểm, nhưng thua tại tứ kết trước nhà vô địch Nhật Bản.

### World Cup 2014
Đức là nhà vô địch World Cup 2014 sau khi đánh bại Argentina 1-0 nhờ bàn thắng đáng nhớ của cầu thủ trẻ 22 tuổi, Mario Gotze. Trong hành trình đến trận chung kết, Đức đè bẹp Brazil 7-1 trong trận bán kết, phá vỡ một số kỉ lục World Cup. Miroslav Klose cũng ghi bàn thắng thứ 16 tại World Cup, phá kỉ lục cầu thủ ghi bàn nhiều nhất trong lịch sử World Cup.

### World Cup nữ 2015
Các giải vô địch bóng đá nữ thế giới 2015 được tổ chức tại Canada. Đức nhất bảng B nhờ hệ số cao hơn Na Uy. Trong vòng loại trực tiếp, họ đánh bại Thụy Điển trong vòng 16 và Pháp ở vòng tứ kết. Họ đã thua nhà vô địch Mỹ tại bán kết. Trong trận đấu tranh hạng ba, Đức thua Anh 0-1 sau khi thêm giờ.
Cầu thủ Célia Šašić của Đức đã giành chiếc giày vàng của giải đấu. Šašić và Carli Lloyd của Hoa Kỳ đã có 6 bàn thắng và kiến tạo một bàn. Šašić đã giành danh hiệu do thi đấu ít phút hơn.

## Euro
Đức đã giành ba chức vô địch châu Âu (1972, 1980 và 1996). Đội tuyển Đức giành danh hiệu á quân trong các giải vô địch năm 1976, 1992 và 2008.

### Euro 1972
Tại Euro 1972, đội tuyển Đức bao gồm hầu hết các cầu thủ trẻ, là nền tảng cho chức vô địch World Cup hai năm sau đó. Đội đã giành danh hiệu vô địch lần đầu tiên. Đức đánh bại Anh 3-1 sau hai lượt trận ở tứ kết, đánh bại Bỉ 2-1 ở bán kết và đánh bại Liên Xô 3-0 trong trận chung kết, dành danh hiệu đầu tiên kể từ sau "Phép lạ của Bern"
"Đây là đội bóng xuất sắc nhất mà chúng tôi từng có", cựu huấn luyện viên Helmut Schön đã nói sau chiến thắng của mình. Với sự ngưỡng mộ của nỗ lực của Đức, L'Equipe của Pháp đã viết: "Brussels chứng kiến sự phục hồi của bóng đá tấn công." The Times ghi nhận: "Đức có đội bóng có tài năng nhất trên lục địa."

### Euro 1980
Tám năm sau Đức giành danh hiệu vô địch thứ hai. Sau khi đánh bại Tiệp Khắc, Hà Lan và Hy Lạp trong vòng bảng, Đức đã đánh bại Bỉ, 2-1, trong trận chung kết bằng hai bàn thắng của Horst Hrubesch. Giải đấu này là lần đầu tiên ra mắt của danh thủ Lothar Matthaus, cầu thủ thi đấu nhiều nhất cho tuyển Đức với 150 trận đấu chính thức.

### Euro 1996
Đức giành danh hiệu đầu tiên sau khi thống nhất vào năm 1996. Được dẫn dắt bởi đội trưởng Jürgen Klinsmann và phòng thủ bởi Matthias Sammer, người Đức dễ dàng đánh bại Cộng hòa Séc 2-0, và Nga 3-0 ở vòng đầu tiên. Trận hòa 0-0 trước Ý đã kết thúc vòng đấu đầu tiên và Đức đi tới tứ kết, đánh bại Croatia 2-1.
Trận chiến kinh điển với nước Anh tại bán kết, một lần nữa tại Sân vận động Wembley. Sau khi Anh vươn lên dẫn trước với bàn thắng ở phút thứ ba, các cầu thủ người Đức - chơi mà không có đội trưởng Klinsmann - đã thi đấu và gỡ hòa sau bàn thắng của Stefan Kuntz ở phút 16. Cả hai đội đã thi đấu sau thời gian còn lại của trận đấu và hai hiệp bù giờ mà không có thêm bàn thắng, đưa trận đấu vào loạt sút luân lưu. Trong loạt đá luân lưu, thủ môn người Đức Andreas Köpke đã cản phá cú sút thứ sáu của tuyển Anh, Andreas Möller hạ gục tuyển Anh ở cú sút quyết định và đưa Đức tới trận chung kết.
Trong trận chung kết, Séc vươn lên dẫn trước bằng một bàn thắng gây tranh cãi. Tuy nhiên, người Đức đã thể hiện tinh thần thi đấu tuyệt vời của mình và gỡ hòa vào phút 73 bằng bàn thắng của cầu thủ vào thay người Oliver Bierhoff. Thời gian thi đấu chính thức kết thúc với tỉ số 1-1. Trong hiệp phụ, một lần nữa Oliver Bierhoff ghi bàn thắng quyết định, với luật bàn thắng vàng, trận đấu đã kết thúc với danh hiệu vô địch cho tuyển Đức. Vì những nỗ lực phòng ngự xuất sắc trong giải đấu, Matthias Sammer được bầu chọn là Cầu thủ xuất sắc nhất của châu Âu sau trận chung kết.

## Các giải khác

### Confederations Cup 2017
Đội tuyển Đức đã giành được chức vô địch Cúp Liên đoàn các châu lục năm 2017, mặc dù chỉ đem đến giải đội hình B. Đội hình của tuyển Đức được đánh giá có chiều sâu và được kì vọng sẽ giành kết quả tốt tại kì World Cup năm sau trên đất Nga.

### Nations League 2018-2019
Đội tuyển Đức được xếp vào hạng A giải đấu đầu tiên của Nations League, giải đấu mới của UEFA. Đội sẽ thi đấu trận đấu đầu tiên vào tháng 9 năm 2018.

## Các giải thi đấu trong nước

### Bundesliga
Hạng thi đấu cao nhất của nước Đức là Bundesliga, tranh tài bởi 18 đội. Bayern Munich hiện là đội vô địch nhiều nhất với 31 lần đăng quang kể từ khi có thể thức thi đấu như hiện nay từ năm 1963. Hamburger SV là đội duy nhất thi đấu ở tất cả các mùa của Bundesliga. Hạng thi đấu cao thứ nhì là 2. Bundesliga, cũng tranh tài bởi 18 đội. Hạng thi đấu cao thứ ba là 3. Liga, được thành lập năm 2008. Hạng 4 và 5 được chia theo năm khu vực Đông Bắc, Bắc, Tây, Tây Nam và Nam, Bayern. Các hạng đấu từ thứ 6 trở đi được chia theo 21 liên đoàn thành viên, phần lớn trùng với từng bang.

### Cúp Đức
Cúp Quốc gia Đức (Tiếng Đức: "DFB-Pokal", Deutscher Fußball Bund-Pokal) là một giải thi đấu cúp từ năm 1952. Đây là giải đấu danh giá thứ nhì tại Đức sau Bundesliga. Giải đấu được tranh tài bởi 18 đội từ Bundesliga, 18 đội từ 2. Bundesliga, 4 đội hàng đầu của 3. Liga và 24 đội vô địch các cúp địa phương.
Bayern Munchen đã vô địch DFB Cup 18 lần, trở thành đội vô địch nhiều nhất
Siêu cúp Đức (Tiếng Đức: DFL-Supercup) là giải thi đấu danh giá thứ ba ở Đức, được tranh tài bởi đội vô địch của Bundesliga và đội vô địch cúp quốc gia Đức.
Tschammer-Pokal là một cúp được tổ chức trước chiến tranh thế giới, và được coi là tiền thân của cúp quốc gia ngày nay.
Sau chiến tranh thế giới thứ hai, Đông Đức cũng đã tổ chức Cúp quốc gia Đông Đức (Tiếng Đức: "FDGB-Pokal", Freier Deutscher Gewerkschaftsbund-Pokal hoặc Free German Trade Union Federation Cup).

### Tham gia tại các giải thi đấu châu Âu
Với thứ hạng hiện nay của hệ thống giải đấu Đức, các câu lạc bộ Đức có 4 đội tham dự UEFA Champions League và 3 đội tham dự UEFA Europa League. Kể từ năm 2018, 4 đội tham dự Champions League đều lọt thẳng vào vòng bảng. Trong khi hai đội lọt vào vòng bảng Europa League. Đội còn lại tham gia từ vòng loại thứ hai của Europa League.

## Cầu thủ nước ngoài ở Đức
Có rất nhiều cầu thủ bóng đá nước ngoài trong hệ thống giải đấu bóng đá chuyên nghiệp. Trong tháng 11 năm 2009 đã có 249 cầu thủ nước ngoài ở Bundesliga, chiếm 45%. Ở hạng 2 Bundesliga, có 145 cầu thủ nước ngoài, với một tỷ lệ 31%. Trong khi ở hạng 3 Bundesliga, tỉ lệ người nước ngoài chiếm 15%.

## Đường dẫn ngoài
- Hiệp Hội Bóng Đá Đức